# Posterunek zapowiadawczy

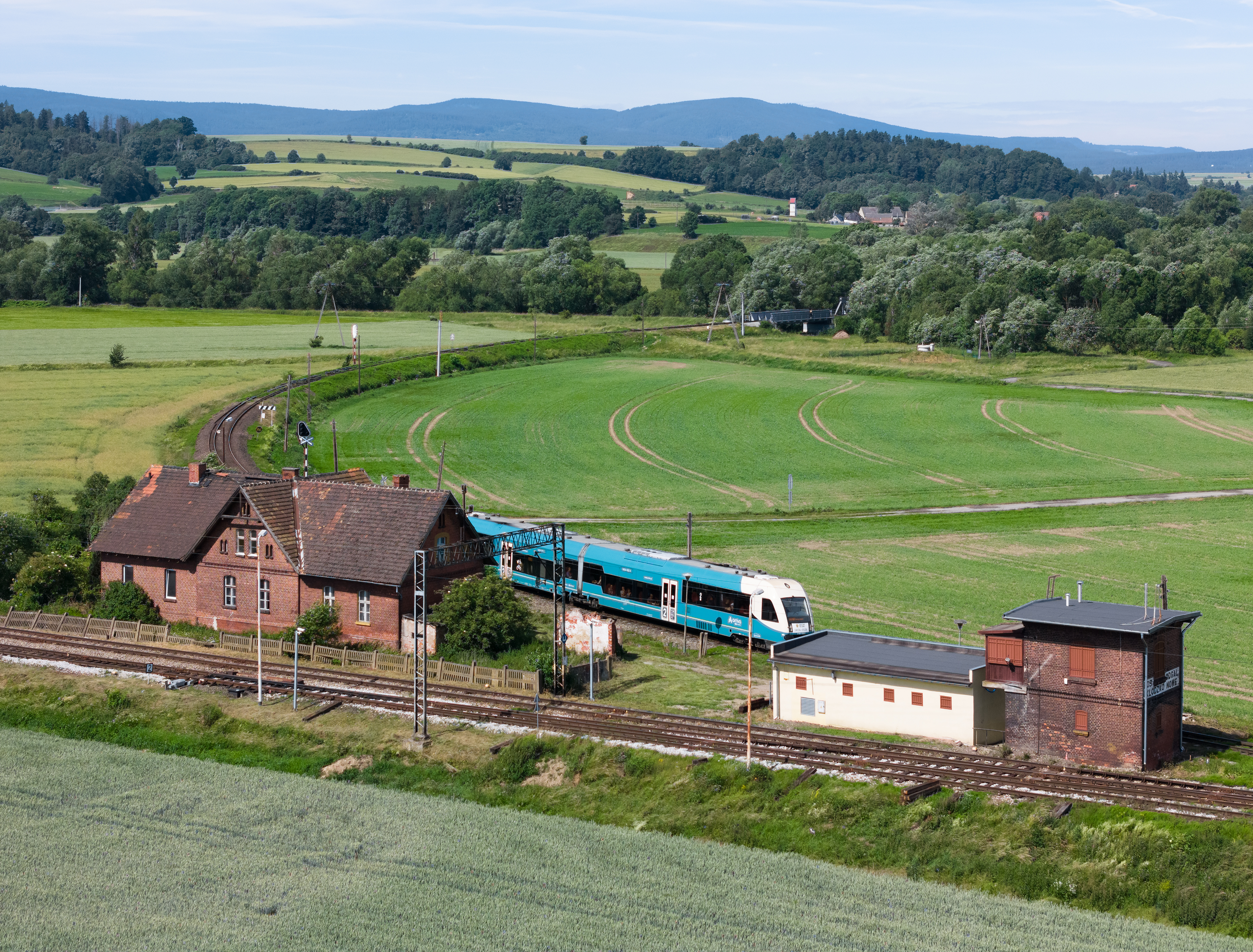
Posterunek odgałęźny Kłodzko Nowe oddzielający linię kolejową nr 276 od linii kolejowej nr 309 prowadzącej w kierunku Kudowy-Zdroju

Posterunek zapowiadawczy – posterunek ruchu następczy, którego zadaniem jest nie tylko zachowanie wymaganego odstępu między kolejnymi pociągami, ale również umożliwienie zmiany kolejności jazdy pociągów wyprawianych na tor szlakowy do niego przyległy. Bierze on udział w zapowiadaniu wszystkich pociągów kursujących na przyległych szlakach.
W instrukcji Ir-1 („Instrukcja o prowadzeniu ruchu pociągów”) posterunek zapowiadawczy jest zdefiniowany w § 3.3 jako:
Posterunek zapowiadawczy jest to posterunek mający możliwość zmiany kolejności jazdy pociągów wyprawianych na tor szlakowy przyległy do tego posterunku.
Do posterunków tych zalicza się:
- stacje, będące posterunkami zapowiadawczymi, w obrębie których, oprócz toru głównego zasadniczego, znajduje się przynajmniej jeden tor główny dodatkowy, a pociągi mogą rozpoczynać i kończyć jazdę, krzyżować się i wyprzedzać, zmieniać kierunek jazdy lub swój skład, przy czym stacje te dzieli się na:
  - stacje węzłowe,
  - mijanki,
- posterunki odgałęźne.